# جوزيف بي. مور
جوزيف بي. مور (بالإنجليزية: Joseph B. Moore)‏ هو قاضي ومحامي وسياسي أمريكي، ولد في 3 نوفمبر 1845، وتوفي في 23 مارس 1930. انتخب عضو مجلس ولاية ميشيغان.